# Peñón de Alhucemas
Peñón de Alhucemas (Peñón: spanisch für „Felsblock“) ist eine zu Spanien gehörende Insel vor der Küste Nordafrikas; sie liegt ca. 400 Meter vor der marokkanischen Mittelmeerküste nahe der Stadt Al Hoceïma.

## Maße
Die knapp zwei Hektar große Insel misst ca. 220 m in Ost-West-Richtung sowie maximal 84 m in Nord-Süd-Richtung; ihre Höhe einschließlich des Kirchturms beträgt ca. 27 m. Fast die gesamte Insel wird umschlossen von einem Mauerring mit leicht vorspringenden Bastionen.

## Verwaltung
Die Insel wird direkt von der Regierung in Madrid verwaltet, gehört nicht zu einer der Autonomen Regionen Spaniens und ist somit eine Plaza de soberanía. Sie gehört jedoch zur EU und zur Eurozone.
Einen ähnlichen Status haben die Städte Ceuta und Melilla sowie die Regionen Peñón de Vélez de la Gomera, Islas Chafarinas und Isla del Perejil.

## Geschichte
Der Peñón de Alhucemas und die nahen Eilande Isla de Mar und Isla de Tierra werden zusammen als Alhucemas-Inseln bezeichnet. Im Jahr 1560 wurden die zusammengenommen nur 0,06 km² großen Inseln während der Türkenkriege vom regionalen Sultan an Spanien abgetreten. Im Jahr 1921 gab es während des Rifkriegs den Versuch einer Einnahme durch den Rebellenführer Abd al-Karim. Der Peñón de Alhucemas wird lediglich von einer kleinen Garnison militärisch genutzt und ist ansonsten nicht bewohnt. Der Turm einer ehemaligen Kirche ist weithin sichtbar. Auf den Inseln gibt es keinen Hafen, es ist nur ein Ankerplatz vorhanden.